# Final Fantasy X-2
Final Fantasy X-2 (en japonès ファイナルファンタジーX-2) és la continuació del videojoc Final Fantasy X (FF-X), ja que fins a la data de publicació totes les parts han sigut autoconclusives. Continua amb els fets transcrits en Final Fantasy X.
Final Fantasy X-2 va ser desenvolupat per Square Enix el 2003 després de Final Fantasy X per al sistema Playstation 2, arribant a Europa el 2004.

## Història
Spira ... dos anys després de La Calma. El Clergat i el Dogma de Yevon han perdut gairebé tot el seu poder i els sacerdots del temple ja no se senten útils en la societat. Les màquines albhed ja estan permeses i la majoria de la gent ha hagut de buscar un altre objectiu a la vida, molt diferent de l'anterior, ja que la mera existència de Sinh els condicionava. Grups com els legionaris, no saben el que fer després de la mort del seu enemic. Yuna, antiga invocadora, dedica ara els seus dies a rebre a Besaid a tot aquell que vulgui parlar amb l'Alta Invocadora, però sent que alguna cosa falta en la seva tranquil vida.
La Calma eterna ha provocat un enorme canvi en Spira, els somriures de la gent, els jocs, les actuacions ... tot és nou i per bé o per mal, Spira està canviant a una velocitat increïble.
D'altra banda, un inesperat missatge de Rikku convenç Yuna per abandonar tot i emprendre noves aventures. El missatge sembla una esfera, en la qual pot entreveure un vídeo de qui sembla Tidus, empresonat ... El futur de Yuna, Rikku i Paine estarà per decidir. Començaran el seu viatge com Caça-esferes adoptant el nom de "Las Gaviotas", i al costat de Germà, Colega i Shinra (un jove Albhed superdotat) viatjaran per tota Spira a la recerca de l'esfera que els donin alguna pista per poder arribar fins a "Ell "...

### Protagonistes
- Yuna

La protagonista del joc, de 19 anys i les armes són 2 pistoles.
Fa dos anys Yuna va ser una alta invocadora que va aconseguir el que cap invocador havia aconseguit en 3.000 anys: derrotar Sinh per sempre. És ara quan ella, Rikku i la misteriosa Paine han decidit formar el grup de les Gavines (cazaesferas), amb Germà, Colega i Shinra. Viatgen per tota Spira en el seu vaixell volador, el Celsius, buscant uns objectes anomenats esferes, que tenen la capacitat d'emmagatzemar imatges i sons com si es tractés d'un vídeo. No obstant això, durant aquest viatge, Yuna busca algú que va perdre fa dos anys (Tidus).
Amb el transcurs del joc s'adona que la "Calma eterna s'està desequilibrant i, per tant, ha d'actuar al costat de Rikku i Paine i enfrontar-se a Shuyin i al terrible Vegnagun (una arma secreta del clergat de Yevon).
- Rikku

Aquesta noia de 17 anys és la més optimista del grup, i està disposada a donar la vida per Yuna. Les seves armes són les dagues.
Va ser Guardià de Yuna fa dos anys fortuïtament, acompanyant-la fins al final del seu pelegrinatge, i estant disposada a protegir a qualsevol preu, encara que sembli impossible pel seu caràcter de nena despreocupada i innocent.
Quan existia Sinh, els albhed eren menyspreats per tota Spira, ja que al Clergat de Yevon els va acusar de ser la principal causa que existís Sinh, pel maneig de màquines, de les quals es acusaven del seu ús extrem i d'aquí la causa que aparegués Sinh. Encara que tot i això, els albhed mai van deixar d'utilitzar la seva aparells mecànics i no pensaven que les seves màquines tinguessin res dolent.
La seva família està formada pel seu pare Cid, Germà (que viatja al seu costat) i Yuna (la seva cosina). No se sap res sobre la mare de Rikku.
- Paine

Paine és molt hàbil amb l'espasa i es va unir a les Gavines poc abans de Yuna. Malgrat la seva joventut, aparenta ser molt madura per la seva edat (18) i, en general, és una dona de poques paraules i taciturna. És una ex-membre de l'Esquadró Escarlata (soldats especials de Yevon) que es va dissoldre després de la batalla de Miheen, i la seva raó és descobrir perquè els seus antics amics i camarades (NooJ, Gippal i Baralai) es van enfrontar i van separar fa anys. Sempre modera el comportament de Rikku i Yuna quan es tornen esvalotadors i es comporten com unes quinze anys. No se sap molt del seu passat, ja que és molt reservada i no li ve de gust explicar-ho. Durant el transcurs del joc s'acaba revelant que ella acompanyava NooJ, Gippal ja Baralai durant l'època de Sinh, els 4 van ser junts fins que Shuyin es va fer amb el cos de NooJ traint els altres 3 (això passa quan es fiquen a la Gruta de la Pena).